# Verticalização (hierarquia)
A Verticalização é um termo utilizado para se referir a uma forma de apresentação das carreiras profissionais dos indivíduos. A verticalização seria uma especialização focada em uma determinada área do conhecimento, 
Em Empresas:
Verticalização seria a tendência à especialização das atividades de uma certa empresa em torno de sua tarefa principal(sua razão de existir), terceirizando-se o esforço empregado em atividades complementares.